# Australobolbus rotundatus globuliformis
Australobolbus rotundatus globuliformis es una subespecie de coleóptero de la familia Geotrupidae.

## Distribución geográfica
Habita en Australia.